# Sztöchiometria
A sztöchiometria a kémiának az a része, amely a kémiai reakciók során tapasztalható tömeg- és térfogatviszonyok törvényszerűségeivel foglalkozik. A sztöchiometriához tartozik a kémiai anyagok sűrűségének, moláris tömegének és térfogatának, olvadás- és forráspontjának stb. kiszámítása is. (A sztöchiometria elnevezés a görög sztoicheión = alapanyag és a metron = mérték szavakból származik.)
Amennyiben az egymással reakcióba lépő anyagok (kiindulási anyagok) a kémiai egyenletben feltüntetett mennyiségi arányban vannak jelen, akkor sztöchiometrikus mennyiségekről beszélünk. Sztöchiometrikus mennyiségben tartalmazza például a durranógáz a hidrogént és az oxigént, hiszen a durranógázban a hidrogén és az oxigén anyagmennyiség-aránya 2:1, pontosan annyi, mint amennyi a két gáz reakciójából létrejövő vízben ({\displaystyle {\ce {2H2 + O2 = 2H2O}}}).